# Bonnet à Amédée
Le bonnet à Amédée est un mont situé à Saint-Fabien-de-Panet dans la MRC de Montmagny, il culmine à 730 mètres d'altitude. Son nom provient du propriétaire du terrain sur lequel ce mont s'élève.